# Episodi di Medicina generale (seconda stagione)
La seconda e ultima stagione della serie televisiva italiana Medicina generale è andata in onda su Rai 1 dal 1º dicembre 2009. La serie continua dal 23 dicembre 2009 al 10 marzo 2010 in onda su Rai 3 a causa dei bassi ascolti.
| nº | Titolo                                | Prima TV Italia  |
| -- | ------------------------------------- | ---------------- |
| 1  | Incontri                              | 1º dicembre 2009 |
| 2  | Scontri                               | 1º dicembre 2009 |
| 3  | Le regole del gioco                   | 2 dicembre 2009  |
| 4  | Oltre le regole                       | 2 dicembre 2009  |
| 5  | L'apparenza non inganna               | 8 dicembre 2009  |
| 6  | Famiglie e segreti                    | 8 dicembre 2009  |
| 7  | La mamma è sempre la mamma            | 23 dicembre 2009 |
| 8  | Nodi al pettine                       | 23 dicembre 2009 |
| 9  | Vecchio professore, cosa vai cercando | 30 dicembre 2009 |
| 10 | Il volo della fenice                  | 30 dicembre 2009 |
| 11 | M'ama non m'ama                       | 6 gennaio 2010   |
| 12 | Nel regno del caso                    | 6 gennaio 2010   |
| 13 | Angeli                                | 13 gennaio 2010  |
| 14 | Le conseguenze dell'amore             | 13 gennaio 2010  |
| 15 | Dalla parte dei bambini               | 28 gennaio 2010  |
| 16 | Nel nome del padre                    | 28 gennaio 2010  |
| 17 | The show must go on                   | 3 febbraio 2010  |
| 18 | Ritorno al futuro                     | 3 febbraio 2010  |
| 19 | Nemici invisibili                     | 10 febbraio 2010 |
| 20 | L'apparenza inganna                   | 10 febbraio 2010 |
| 21 | Fermi un giro                         | 24 febbraio 2010 |
| 22 | L'arte della guerra                   | 3 marzo 2010     |
| 23 | Nati due volte                        | 3 marzo 2010     |
| 24 | Separazioni                           | 3 marzo 2010     |
| 25 | Una giornata particolare              | 10 marzo 2010    |
| 26 | Se son rose                           | 10 marzo 2010    |

## Incontri / scontri
A distanza di due anni, grandi novità aprono la nuova stagione al Sant’Angelo. Anna e Giacomo vivono finalmente insieme, e con Pietro e Emma formano una famiglia felice. Anna sta finendo un corso di specializzazione e deve sostenere l’ultimo esame. A interrogarla si ritrova il dottor Sassi e, di fronte all’offerta di un voto ingiustamente basso, rifiuta. Il lavoro in ospedale non le rende la vita più facile: infatti un’improvvisa ispezione mette a rischio il ruolo del primario Bergamini e l’esistenza dell’intero reparto. È un duro colpo per i medici, compresa Letizia Conti, da poco arrivata per affiancare Giacomo e Gabriella nella cura dei pazienti. Anche per la dottoressa Boschi non è un momento felice: a un passo dall’ottenimento dell’adozione, Gabriella scopre infatti il tradimento del marito Sandro, e cade in crisi. A sconvolgere la sua sorte, e quella dei suoi colleghi, ci si mette un’improvvisa esplosione scoppiata poco lontano dall’ospedale. Angelo de Santis, divenuto caposala del Pronto Soccorso, accoglie i feriti in arrivo, mentre Giacomo percorre la zona a rischio per portare assistenza. Durante le operazioni di soccorso incontra Elia, un vecchio amico che non vedeva da anni, che si appresta a prendere servizio come medico al Pronto Soccorso. Pur di soccorrere Agnese, una anziana donna in fin di vita, i due colleghi si scontrano con il direttore dei soccorsi. Agnese alla fine è salva, mentre altrettanto non si può dire di un giovane operaio soccorso da Elia. A mettere a rischio la propria vita è anche Gabriella, coinvolta in una seconda esplosione che la ferisce e la porta di corsa in ospedale.
- Altri interpreti: Rosabell Laurenti Sellers (Rebecca), Leila Durante (Agnese Bruni), Davide Iacopini (Valerio)

## Le regole del gioco / oltre le regole
Nonostante il coraggio mostrato durante l’esplosione, Giacomo e Elia vengono convocati dalla commissione di disciplina per rispondere del loro operato: il direttore dei soccorsi, con il quale i due si erano scontrati durante l’emergenza, ha presentato infatti un richiamo nei loro confronti. Per Elia è l’occasione per ricordare un passato doloroso, in parte ancora velato dal mistero, per Giacomo invece la vicenda si conclude con una seconda lettera di censura, che porta inevitabilmente allo scontro con Bergamini. Il primario, il cui posto è messo a rischio, decide di ottenere la Certificazione di Qualità per rilanciare la reputazione del reparto: per Anna significa un carico di lavoro extra, in un momento in cui la situazione familiare non è delle migliori. Un litigio con Giacomo infatti crea tensione con il figlio Pietro. La situazione alla fine si risolve, ma nuovi pericoli insidiano la stabilità familiare: Giacomo, in un momento di debolezza, cede infatti al fascino della maestra Bianca e la bacia. Chi invece non cede è Elia, di fronte all’interesse di Letizia, conosciuta in un momento di lavoro. La Conti si sfoga con Gabriella, che ha ripreso servizio dopo un breve ricovero e che, dal canto suo, ha risolto i problemi d’amore cacciando di casa il marito. Una grande novità si appresta a cambiare la vita del reparto: l’arrivo di un giovane specializzando chiamato da Bergamini.
- Altri interpreti: Leila Durante (Agnese Bruni), Stefano Fresi (Sign. Gori)

## L’apparenza inganna / famiglie e segreti
Con i lavori di preparazione per la certificazione, il reparto vive un momento di tensione. A portare un po’ di spensieratezza arriva Matteo, un giovane specializzando che viene affidato alla guida della dottoressa Boschi. Gabriella è costretta ad accettare l’incarico di tutor controvoglia: da quando ha scoperto il tradimento del marito sembra un'altra persona, e la sua vecchia insicurezza ha lasciato spazio al cinismo. Matteo cerca di ambientarsi puntando subito su Letizia, alla quale fa una corte ironica ma insistente. Letizia è cotta di Elia, che però non sembra degnarla di alcuna attenzione. Così, quasi per ripicca, alla fine accetta un invito del giovane specializzando. Elia vive un periodo tutt’altro che sereno: un dolore passato sembra tormentarlo ancora, un dolore che lascia ancora, seppure nascoste, le sue ferite. Gabriella affronta invece il suo dolore a carte scoperte, e chiede al marito di fingere di stare ancora insieme, pur di ottenere l’adozione. Giacomo vive con senso di colpa il bacio tra lei e Bianca, nato in un momento di debolezza, e cerca di prendere le distanze dalla donna. Ma un malore improvviso di Riccardo, il marito di Bianca, porta i due ad avvicinarsi di nuovo. Anna non si accorge di nulla, presa dal lavoro frenetico e dagli scontri con Olga. Marco fa uno strano incontro in palestra: Michela, un’aspirante pugilessa, sembra avere su di lui un interesse particolare. Katia invece è preoccupata per la madre Fiorenza, che da qualche tempo si comporta in modo strano. A scoprire cosa nasconde è il marito Angelo: la donna ha un tumore al seno.
- Altri interpreti: Bianca Nappi (Suor Caterina), Sergio Albelli (Claudio Contese)

## La mamma è sempre la mamma /nodi al pettine
Anche le coppie più solide ogni tanto mostrano qualche crepa. Così tra Anna e Giacomo nasce una lite, quando dei misteriosi lividi compaiono sul corpo della piccola Emma. Giacomo pensa possa trattarsi di Pietro che, vuoi per gelosia, vuoi per gioco, potrebbe avere modi un po’ maneschi con la sorellina. Anna non può crederlo, e difende il figlio. Alla fine la spiegazione arriva da Bianca, la maestra di Emma: Leonardo, un compagno d’asilo, è un bambino molto vivace, troppo… e le maestre non riescono a tenerlo sempre sotto controllo. Viene così alla luce il caso di due genitori che, incapaci di gestire un figlio dal carattere particolarmente attivo, lo sottopongono a una cura di psicofarmaci. Giacomo risolve la questione e mette fuori pericolo il piccolo. Ora non resta che scusarsi con Pietro, ma non è impresa facile. Il bambino infatti, offeso per le ingiuste accuse, si è rivolto al padre in cerca di protezione. Ad Anna il compito di riportare serenità in casa, mentre in reparto la mole di lavoro sembra aumentare a vista d’occhio. Bergamini infatti vuole ottenere la Certificazione di Qualità: si tratta di un traguardo ambizioso, che richiede enormi sacrifici da parte di medici e infermieri. A dare manforte, il primario ha deciso di prendere uno specializzando da affiancare all’équipe medica. In reparto torna Gabriella: ora che la storia con il marito è finita, ha tutta l’aria di chi vuole voltare le spalle al passato. Chi guarda al futuro è anche Letizia, che, conosciuto Elia al Pronto Soccorso, ne è già cotta e spera di conquistarlo. Elia però non le dà soddisfazione e si comporta come se non esistesse. Una piacevole sorpresa sorprende invece Anna: Sassi infatti, pentito di aver la trattata ingiustamente all’esame, decide di rimediare e di darle il 30 che merita. Anna finalmente ha ottenuto giustizia, e riconquista la sua serenità… ignara che Giacomo, in un momento di debolezza, ha baciato Bianca.
- Altri interpreti: Anita Zagaria (madre della dott.ssa Conti), Edoardo Leo (Salvatore Limiti), Federico Maria Galante (Dario Corradi), Angelica Cinquantini (Monica Di Cesare), Raffaella Rea (Monica Farnese), Giordano De Plano

## Vecchio professore, cosa vai cercando / il volo della fenice
Angelo e Fiorenza ricevono finalmente il risultato della biopsia: Fiorenza dovrà sottoporsi alla chemioterapia. Angelo decide di prendere un’aspettativa dal lavoro per portare la moglie all’estero, dove potrà seguire le cure migliori. Olga si deve invece occupare di Romano, un vecchio zio di Renato. Pur di non tenerlo a casa, cerca di farlo ricoverare in reparto ma Bergamini si oppone. Trovare un ospizio è difficile, e in attesa di una soluzione, Olga è sempre in ritardo sul lavoro, arrivando a scontrarsi spesso con Anna. Ma non è questo l’unico pensiero della caposala: proprio durante il festeggiamento per la sua laurea, Anna sorprende Giacomo e Bianca che si baciano. Il dolore è tremendo: disperata prende i bambini e va via di casa. Chiede ospitalità a Elia che, seppure un po’ in difficoltà, la accoglie. Il giovane medico, sempre turbato da qualcosa, piano piano abbandona la diffidenza nei confronti di Letizia e si lancia in un coraggioso approccio. Tra i due si accende subito la passione, ma il loro rapporto sembra minato da alcuni ostacoli.
Elia infatti non riesce ad abbandonarsi a una storia serena, mentre Letizia è preoccupata per il padre Edoardo che durante un incendio rimane ferito e rischia la vita. Il pericolo è scampato, ma l’uomo sembra nascondere delle strane reazioni allergiche. Anche tra Matteo e Gabriella le distanze si fanno sempre più labili. Il giovane specializzando racconta alla sua tutor il suo passato di atleta mancato e, durante il momento di intimità, i due si baciano. Nuove storie quindi sembrano animare la vita del reparto, proprio mentre la storia tra Anna e Giacomo è a rischio. Per il bene dei bambini Anna decide di tornare a casa, ma non sembra disposta a perdonare Giacomo.
- Altri interpreti: Giulio Pampiglione (Simon), Massimo Bonetti (Edoardo Conti), Elodie Treccani

## M’ama non m’ama / nel regno del caso
Dopo il bacio con Matteo, Gabriella sembra un'altra persona. Tra i due nasce un rapporto fatto di spensieratezza e passione. Tra Elia e Letizia le cose procedono invece con qualche difficoltà. Turbato da qualcosa, lui non riesce a dormire da lei, e le chiede del tempo. Letizia, innamorata, è disposta a concederglielo. A preoccuparla c’è anche il padre Edoardo, uscito dall’ospedale dopo aver rischiato la vita in un incendio. L’uomo mostra delle strane reazioni allergiche, ed è preda di una forte crisi che lo mette nuovamente in pericolo. Anna e Giacomo vivono invece un periodo sereno. Anna infatti decide di perdonare il tradimento. Per la caposala questo è anche un importante momento lavorativo: Sassi infatti si è offerto di sostenere il suo progetto, e Bergamini le concede una stanza del reparto per dare vita a un nuovo ambulatorio. Non sa che dietro l’aiuto di Sassi si nasconde anche l’intento di intralciare il ruolo di Bergamini. Olga viene promossa caposala del Pronto Soccorso. Dopo un iniziale momento di paura, la nostra infermiera affronta con determinazione questo importante ruolo, che la metterà continuamente alla prova. Una sconvolgente verità mette alla prova anche Marco, quando un’allieva della palestra rivela di essere sua sorella. Il giovane infermiere sembra aver trovato così la sua famiglia d’origine.
- Altri interpreti: Sergio Di Giulio (Dottor Calandra), Massimo Bonetti (Edoardo Conti), Riccardo Zinna (Saverio Lo Monaco), Remo Remotti (Romano, zio di Olga), Iaia Forte (Sign.ra Titani), Federica De Cola (Michela)

## Angeli / le conseguenze dell’amore
Matteo e Gabriella sono sempre più uniti, tanto da decidere di fare una vacanza assieme, nonostante Serena, la ex dello specializzando, provi a intromettersi nel loro rapporto.
Anche tra Elia e Letizia le cose sembrano migliorare. Lui riesce finalmente a vincere la paura e a dimostrarle i suoi sentimenti. Per la prima volta dorme con lei e non ha incubi. Lei, nel frattempo, è preoccupata per la salute di suo padre. Edoardo, infatti, viene nuovamente ricoverato in ospedale per una terribile malattia che cambierà la sua vita.
Marco è ancora sconvolto per aver ritrovato la sua famiglia d’origine. Nonostante il suo turbamento, decide di incontrare la madre e di perdonarla.
Anna continua a essere sospettosa dopo il tradimento di Giacomo, e scopre per caso che Bianca aspetta un bambino da lui. Stavolta la verità è troppo difficile da accettare, e Anna chiede a Giacomo di andare via di casa. Anche in reparto la caposala non ha vita facile: il progetto che porta avanti con Sassi fa fatica a decollare, per la mancanza di pazienti. È così che i due decidono di cercare nei campi rom i bambini da sottoporre alla terapia. In questa occasione Anna conosce Alizia, una bambina rom in cerca di aiuto per la salute di suo fratello.
- Altri interpreti: Anita Zagaria (Antonietta), Sergio Di Giulio (Dottor Calandra), Massimo Bonetti (Edoardo Conti), Riccardo Zinna (Saverio Lo Monaco), Federica De Cola (Michela)

## Dalla parte dei bambini / nel nome del padre
Per Edoardo inizia una nuova vita: accompagnato a casa dalla figlia Letizia, dovrà stravolgere le sue abitudini e superare molte difficoltà. La giovane dottoressa deve affrontare anche l’allontanamento di Elia che, in seguito all’arrivo improvviso della ex moglie Monica, ripiomba negli incubi del passato. La donna dice di essere a Roma per un convegno, ma Elia, insospettito, indaga e scopre che Monica ha mentito. Resta ora da scoprire qual è il reale motivo del suo arrivo. Un altro piccolo mistero da risolvere è quello che impegna Olga, decisa a scoprire cosa nasconde Saverio che, lanciatosi in una diagnosi medica esatta, fa pensare di non essere un semplice infermiere. La serena vita di coppia di Bergamini e Marzia è sconvolta dall’arrivo di Eleonora, la figlia del primario: la ragazza decide di stabilirsi dal padre per un po’. Anna è ancora ferita dalla scoperta che Bianca è incinta di Giacomo. Il dolore è troppo grande per lasciare spazio al perdono. Ma l’amore è ancora più forte, così alla fine i due riavvicinano, spinti dal desiderio di stare insieme ma consapevoli del futuro difficile che li attende. Ma il futuro a volte è un dono negato. Uno squilibrato irrompe nell’asilo di Emma per riprendersi suo figlio. Nel tentativo di fermarlo, Giacomo viene ferito. A nulla serve l’intervento di Marzia in sala operatoria. La mancanza che lascerà Giacomo nella vita di tutti, e nel cuore di Anna, sarà incolmabile.
- Altri interpreti: Blu Yoshimi (Alizia), Alberto Basaluzzo (Dottor Cini), Massimo Bonetti (Edoardo Conti), Raffaella Rea (Monica Farnese), Riccardo Zinna (Saverio Lo Monaco)

## The show must go on / ritorno al futuro
Il reparto non sembra più lo stesso senza Giacomo, eppure la vita va avanti. Anna non fa in tempo a elaborare la perdita, che una nuova emergenza la richiama all’ordine: l’arrivo degli ispettori per la certificazione. Medici e infermieri devono lavorare sotto esame, Anna non regge la pressione e, durante un’emergenza, crolla.
Al Pronto Soccorso, Olga è l’unica a sapere che Saverio è in realtà un medico, e promette di mantenere il segreto. Come ringraziamento per la discrezione, riceve una rosa. È il primo segnale di un interesse che va al di là del rapporto professionale.
La storia tra Elia e Letizia è invece in un momento difficile, a causa dell’arrivo di Monica. Letizia sente che Elia si sta allontanando, e non riesce a capirne il motivo. Quando incontra per caso Monica a casa di lui, la dottoressa cade in una profonda crisi. Elia la ama, non vuole perderla, e decide così di raccontarle la verità: Monica è la sua ex moglie, tornata per cercare la loro figlia scomparsa. Ora sembra ci sia una nuova pista, e se esiste anche solo una possibilità che porti alla sua bambina, Elia la deve seguire. Letizia, sconvolta, cerca conforto nel padre. Le sorprese non finiscono qui: al termine dell’esame, il reparto non ottiene la certificazione e Bergamini deve lasciare il posto di primario.
- Altri interpreti: Massimo Rigo (Crispi), Sergio Di Giulio (Dottor Calandra), Alberto Basaluzzo (Dottor Cini), Massimo Bonetti (Edoardo Conti), Raffaella Rea (Monica Farnese), Riccardo Zinna (Saverio Lo Monaco)

## Nemici invisibili / l’apparenza inganna
Dopo la morte di Giacomo, Anna scopre che i figli Pietro e Emma sono gli unici eredi del suo patrimonio, e che pochi giorni prima di morire, Giacomo aveva prelevato dal suo conto una grossa somma di denaro. Anna è convinta che quei soldi fossero destinati a Bianca, ma a smentirla è Sidoni, l’amico medico senza frontiere, che la informa che Giacomo aveva fatto da poco una donazione per sostenere un progetto umanitario. Da quando è sola per Anna è sempre più dura, soprattutto ora che Andrea, l’ex marito, si rifà sentire per rivedere gli accordi sull’affido. Ricevuta la visita di un assistente sociale, Anna decide di affidarsi a un avvocato e di lasciare i bambini più tempo con il padre.
Mentre al Pronto Soccorso c’è tensione tra Olga e Saverio, dopo il bacio inaspettato, in reparto continua serena la storia tra Gabriella e Matteo. Letizia prende invece le distanze da Elia, ora che conosce la storia della figlia scomparsa. Il giovane medico e la sua ex moglie, grazie alle informazioni ottenute da un investigatore, riconoscono la loro figlia in una bambina legalmente adottata.
Per Bergamini, ora che non è più alla guida del reparto, inizia una nuova vita come semplice medico, proprio mentre alla sua compagna, Marzia, viene offerto il posto di primario a Chirurgia. Ma la vera sorpresa arriva quando, a occupare il suo vecchio ufficio, compare Sassi. Bergamini sa che, in quanto affetto da una malattia invalidante, Sassi non potrebbe ricoprire quel ruolo, ma, frenato dal segreto professionale, è costretto a tacere.
- Altri interpreti: Sergio Di Giulio (Dottor Calandra), Alberto Basaluzzo (Dottor Cini), Raffaella Rea (Monica Farnese), Riccardo Zinna (Saverio Lo Monaco)

## Fermi un giro / l’arte della guerra
Dopo aver riconosciuto la figlia scomparsa, Elia e Monica sono decisi a riprenderla. Passano all’azione e, rubato un capello della bambina, lo sottopongono alla prova del DNA. La speranza di ricostruire una famiglia li riavvicina, e a pagarne il conto è Letizia che, incapace di reggere il confronto con Monica, fugge. Elia le chiede tempo: sua figlia è più importante di qualsiasi altra cosa, la loro relazione dovrà aspettare. In reparto la presenza di Sassi porta non poche tensioni: soprattutto a Gabriella e Matteo che non riescono a mantenere segreta la loro storia. Il primario si oppone e minaccia lo specializzando di cacciarlo dal reparto se continua a vedere la Boschi. I due quindi fingono di litigare, ma la finzione si trasforma in realtà quando Gabriella, infastidita dal servilismo di Matteo, si arrabbia. Ma chi peggio sopporta la presenza del nuovo primario è Bergamini, che si sfoga con Marzia raccontandole la malattia di Sassi, e facendole promettere di non farne parola con nessuno. Anna soffre ancora per la morte di Giacomo, ma a darle sostegno c’è il dottor Sidoni. A causa di un incidente domestico la piccola Emma rischia la vita, ma l’intervento tempestivo di Elia al Pronto Soccorso la salva. In un impeto di gioia, Olga si lascia scappare che Saverio in realtà è un medico. Tra i due scatta definitivamente la scintilla. Non ha tempo di gioire invece Elia: i risultati del DNA confermano che Sara è sua figlia, ma allo stesso tempo scopre che i genitori adottivi sono scomparsi portandogliela via di nuovo.
- Altri interpreti: Federico Tocci (Luca Sidoni), Anita Zagaria (Antonietta), Alberto Basaluzzo (Dottor Cini), Massimo Bonetti (Edoardo Conti), Raffaella Rea (Monica Farnese), Riccardo Zinna (Saverio Lo Monaco)

## Nati due volte / separazioni
La malattia di Sassi si aggrava di giorno in giorno. Bergamini, preoccupato per lui, lo soccorre e lo rimprovera: nelle sue condizioni non dovrebbe mai essere solo. Così il primario, sempre deciso a tenere nascoste le sue condizioni di salute, nomina Matteo suo assistente personale. Gabriella non riesce più a tollerare il servilismo dello specializzando, che però alla fine si dimostra capace di farsi rispettare da Sassi.
Al Pronto Soccorso oramai tutti sanno che Saverio in realtà è un medico. Tra lui e Olga il legame si fa sempre più stretto, tanto che la caposala decide di confessare i suoi sentimenti al marito. Renato decide di accettare la realtà, e chiede a Saverio di prendersi cura di Olga. Anche grazie a una testimonianza raccolta dalla polizia, Elia e Monica hanno finalmente la conferma che la bambina avvistata è la figlia Sara. Le prove però non sono ancora sufficienti: per rivedere l’affido della bambina occorre un test del DNA autorizzato dai genitori adottivi. Elia riesce a convincerli per poi attendere la decisione del giudice. Anche Anna è alle prese con avvocati e giudici: l’ex marito Andrea ha infatti richiesto l’affido esclusivo dei bambini, dichiarandola poco adatta a prendersi cura di loro, dopo la morte di Giacomo. In attesa della sentenza finale, il giudice autorizza Andrea a tenerli con sé.
- Altri interpreti: Anita Zagaria (Anyonietta), Alberto Basaluzzo (Dottor Cini), Massimo Bonetti (Edoardo Conti), Raffaella Rea (Monica Farnese), Riccardo Zinna (Saverio Lo Monaco)

## Una giornata particolare / se son rose
Elia e Monica hanno ritrovato la loro figlia, ma fanno fatica a farla sentire a casa. Sono ancora due estranei per lei, ma di fronte al disagio della bambina Elia non si scoraggia, e provando e riprovando, con amore e pazienza, riuscirà a ricostruire la sua famiglia. Letizia non riesce a condividere la sua gioia, e soffre per la sua lontananza: è difficile smettere di amare. Vale per tutti e due, e anche Elia deve fare i conti con i suoi sentimenti e decidere se stare con Monica o Letizia.
Olga ha già scelto, e sta con Saverio, ma a volte dalle proprie scelte si torna indietro, se si capisce che la propria casa la si è lasciata alle spalle…
Una casa nuova Bergamini vuole costruirla con Marzia, e le chiede di sposarlo. Ma proprio alla vigilia delle nozze Marzia tradisce la fiducia del suo futuro sposo che, deluso e ferito, sull'altare non sa più cosa fare.
Di fronte a una scelta si trova anche Anna. Viene infatti minacciata di licenziamento da Sassi, per aver coperto un’infermiera in difficoltà. Messa alle strette, si sfoga con Sidoni, che le offre un’alternativa: lasciare l’ospedale e andare a lavorare con lui. Anna deve prendere anche un'altra decisione: di fronte a un malore improvviso di Sassi deve scegliere se rispettare il suo segreto o svelarlo per salvargli la vita.
```
*Altri interpreti: 
Gualtiero Burzi
 (avvocato), 
Sergio Di Giulio
 (Dottor Calandra), 
Alberto Basaluzzo
 (Dottor Cini), 
Massimo Bonetti
 (Edoardo Conti), 
Raffaella Rea
 (Monica Farnese), 
Riccardo Zinna
 (Saverio Lo Monaco)
```